# 穆德哈尔

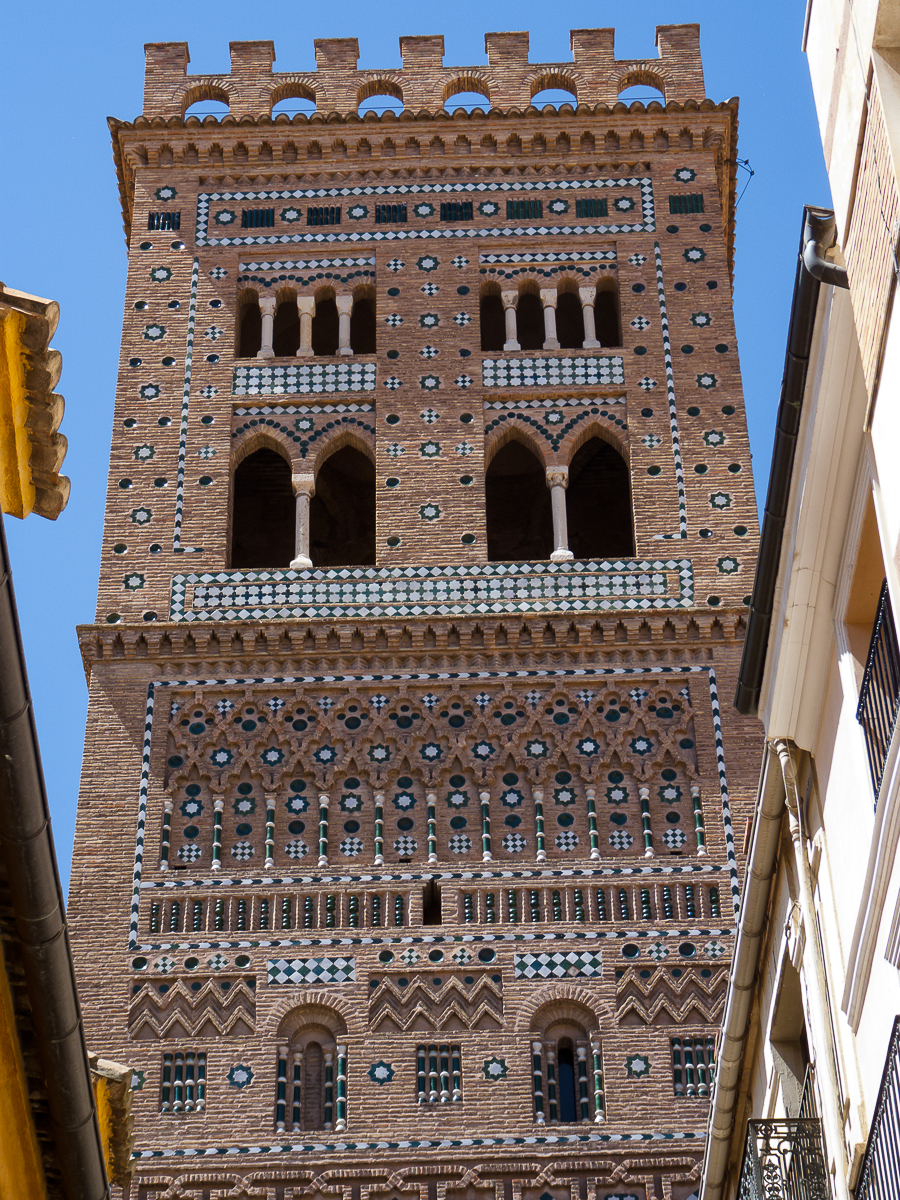
阿拉贡的穆德哈尔式塔

穆德哈尔（Mudéjar）指的是西班牙复国运动之后未曾离开该国但也未改信的安达卢斯穆斯林。此外这个也可以指结合了穆斯林和基督教建筑风格的穆德哈尔建筑，这是12世纪开始伊比利亚半岛的主流建筑风格，其影响力延续到17世纪。

## 各地的发展情况
- 西班牙：在建造罗马式、哥特式和文艺复兴时期的建筑物时，建筑商使用伊斯兰艺术元素且经常取得惊人的成果。它的影响力一直延续到了17世纪。[3]
- 葡萄牙：葡萄牙也有一些穆德哈尔的踪迹，但范例较少，装饰的风格也比邻国西班牙更简单。
- 拉丁美洲：拉丁美洲也有穆德哈尔的踪迹，例如位于委内瑞拉的世界遗产聖安娜德科羅、秘鲁利马的旧金山修道院和在古巴哈瓦那的圣埃斯皮里图。[4]